# Villa Karadžić à Bukovik
La villa Karadžić à Bukovik (en serbe cyrillique : Вила  Караџић у Буковику ; en serbe latin : Vila  Karadžić u Bukoviku) se trouve à Bukovik, dans la municipalité d'Aranđelovac et dans le district de Šumadija, en Serbie. Elle est inscrite sur la liste des monuments culturels protégés de la République de Serbie (identifiant no SK ?).

## Présentation
La villa, construite dans les années 1930, a été conçue par l'architecte Andrej Papkov, un réfugié russe. Son nom provient de son premier propriétaire, qui était directeur du Théâtre national de Niš.
Les fenêtres géminées, trigéminées et toutes les ouvertures cintrées sont encadrées de granit taillé ; la façade est dominée par le blanc avec des éléments rouges en brique et gris.
La façade de l'édifice est caractéristique des constructions du parc de la station thermale de Bukovička banja.